# Argyrolobium angustissimum
Argyrolobium angustissimum là một loài thực vật có hoa trong họ Đậu. Loài này được (E. Mey.) T.J. Edwards miêu tả khoa học đầu tiên năm 1996.